# Saison 7 de La Petite Maison dans la prairie
 (février 2019).
Si vous disposez d'ouvrages ou d'articles de référence ou si vous connaissez des sites web de qualité traitant du thème abordé ici, merci de compléter l'article en donnant les références utiles à sa vérifiabilité et en les liant à la section « Notes et références ».
Chronologie
Saison 6 Saison 8
Cet article présente la 7e saison de la série télévisée La Petite Maison dans la prairie (Little House on the Prairie).

## Épisode 1:Laura Ingalls Wilder -1repartie
Laura accepte d'épouser Almanzo, et les deux fiancés investissent dans un nouveau terrain. Mais ils sont victimes de l'ancien propriétaire qui les ruine. Laura reçoit une lettre qui accepte sa candidature de maîtresse, elle compte refuser mais est fière d'enseigner un jour, Almanzo est contre cette initiative.
C'est un ami de Almanzo, Harvey Miller, qui va désormais aider sa sœur. Les deux semblent se plaire mais ils sont très timides.
Madame Oleson est terrifiée lorsqu'elle apprend que Nellie est enceinte.

## Épisode 2:Laura Ingalls Wilder -2epartie
- États-Unis : 29 septembre 1980 sur NBC

- Après de nombreuses péripéties, Laura et Almanzo se marient dans cet épisode.
- Eliza Jane quitte Walnut Grove pour refaire sa vie à Saint-Louis.

## Épisode 3:Un nouveau départ
Hantés par le souvenir d'Alice Garvey, son mari et son fils quittent Walnut Grove. Ils partent pour Sleepy Eye. A peine arrivés, ils sont victimes d'un cambriolage, Garvey décide donc de prendre le poste de shérif adjoint pour arrêter le trafic d'objets volés.

## Épisode 4:Courage
Pete Ellerbee, une ancienne star du football américain revient s'installer avec sa femme et son fils dans sa ville de Walnut Grove. Il s'intéresse activement à l'entraînement de l'équipe de football des garçons et propose de devenir l'entraîneur. Mais il demande trop d'efforts à son propre fils, à Albert et aux autres. Bien que ses intentions soient bonnes, il surmène les enfants avec de longs entraînements et une philosophie qui valorise la victoire à tout prix.
- Dans la saison 2, épisode  La Belle Équipe, les scénaristes mettent en avant une équipe de baseball et non pas de football.
- Dans la saison 5, épisode  Le Pari, les touchdowns valent 6 points, alors que dans cet épisode ils ne valent que 2 points. Dans cet épisode Courage, le jeu permet les field goals et les extra points, qui ne faisaient pas partie du jeu dans Le Pari.
- Walnut Grove semble avoir désormais une équipe de football, et l'on peut entendre Albert mentionner « on a gagné l'année dernière ». Il semble pourtant qu'il n'y ait jamais eu aucune indication que la ville possédait une équipe auparavant.

## Épisode 6:Un acte d'amour
Annie est une jeune artiste aveugle, un galeriste est intéressé par son travail et souhaite faire une exposition à Sleepy eye. Son histoire est racontée dans un journal et sa mère, qui l'a abandonnée lorsqu'elle était enfant, est malade et souhaite la retrouver...

## Épisode 7:Le Divorce
Laura et Almanzo se disputent à propos du travail de Laura, et celle ci suspecte que son nouvel époux prête une attention particulière à la belle Brenda Sue, une jeune femme de Walnut Grove.

## Épisode 8:Albert
À l'école, Laura propose aux élèves d'écrire à d'autres écoliers. Ainsi, Albert entre en contact avec une certaine Leslie Barton. Dans sa lettre, il se décrit grand, athlétique et capitaine d'équipe. Pour sa part, Leslie avoue sa passion pour la danse. Fou amoureux de sa correspondante, Albert décide de lui rendre visite. C'est alors qu'il découvre qu'elle aussi a menti : elle est paralysée, en fauteuil roulant.

## Épisode 9:La Loi
Charles et Almanzo rencontrent tous deux des obstacles inattendus lorsque chacun défie l'autre de trouver la route de fret la plus rapide entre Walnut Grove et Sleepy Eye.

## Épisode 10:La Lueur -1repartie
Après un accident, Adam retrouve miraculeusement la vue. D'abord heureuse pour lui qui se dit revivre et rencontrer de nouvelles personnes, Mary se montre peu à peu inquiète pour l'avenir de leur couple.

## Épisode 11:La Lueur -2epartie
Adam Kendall a pris la décision d'abandonner sa carrière de professeur pour devenir avocat, il passe donc un concours. Alors que Mary est en colère contre elle même et confie ses angoisses à sa mère, Adam tombe malade.

## Épisode 12:Les Oleson
Une représentante des droits de la femme tente, sans grand succès, de faire signer aux hommes de la ville une pétition afin de changer les lois qui font de la femme la propriété de son époux. Sans le savoir Harriet est à l'initiative d'un mouvement féministe dans le village, Caroline le dirige.

## Épisode 13:Soyons raisonnables
- États-Unis : 12 janvier 1981 sur NBC

- On apprend dans cet épisode que Percival Dalton se nomme en réalité Percival Isaac Cohen Dalton

## Épisode 14:Les Neveux
Almanzo, qui souhaite avoir des enfants, accepte de garder ses deux neveux pour que son frère et sa femme partent en voyage. Il espère convaincre Laura mais il réalise très vite qu'il a fait une erreur car ce sont de véritables petits monstres… sur le point de détruire leur maison et leur ménage.

## Épisode 15:La Fête
Joe Kagan vend sa ferme pour s'installer à Sleepy Eye. Il y retrouve Ester Sue et prend son courage à deux mains pour lui faire la cour, mais celle-ci à un fiancé.
En parallèle elle se trouve confrontée à un élève qui refuse sa cécité. Joe va l'aider.

## Épisode 16:Au revoirMmeWilder
- États-Unis : 2 février 1981 sur NBC

- Au début de l'épisode, Laura apprend aux élèves quels sont les cinq quartiers (boroughs) de New York : Manhattan, Brooklyn, le Queens, le Bronx et Staten Island. Elle leur parle également du pont de Brooklyn, considéré comme « une merveille technique de notre siècle », même si à l'époque où se situe l'épisode (1881), le pont n'est pas encore achevé.
- Mme Oleson a déjà fait la classe (sans succès) à Walnut Grove, dans l'épisode L’Institutrice.
- Mme Oleson montre à ses élèves trois dessins faussement attribués à Léonard de Vinci, représentant des femmes nues. La nudité fait rire les enfants, aussitôt qualifiés d'« ignares » par leur institutrice. Plus tard, elle mentionne le tableau Les Baigneuses pour parler de la Renaissance, or celui-ci a été peint par Gustave Courbet en 1853. M. Parker, un parent d'élève, s'indigne devant L'Enlèvement des Sabines, qui ne montre pourtant presque aucune nudité.
- L'acteur Walker Edmiston, qui joue ici M. Stohler, a joué dans trois autres épisodes de la série : Je chevaucherai le vent (saison 3 épisode 12 : M. Frederick Deerling), Un Gros (saison 5 épisode 4 : Dr Moore) et Amour (saison 9 épisode 10 : Dr Vanderan).
- L'acteur Cletus Young (Cole Parker) a déjà joué dans la saison 5 (épisodes 1 et 2 Serrons les coudes dans le rôle de Harlan).

## Épisode 17:Sylvia -1repartie
Sylvia, une jeune fille de douze ans, est violée. Son père, très dur, fait tout pour le cacher, mais le comportement de la jeune fille a changé. Albert la défend et en tombe amoureux, et quand Mme Oleson découvre que Sylvia est enceinte la rumeur se répand comme une traînée de poudre qu'Albert est le père de l'enfant.

## Épisode 18:Sylvia -2epartie
Après l'annonce du départ de Sylvia, Albert décide de travailler chez le forgeron afin de gagner de l'argent. Mais tout ne se passe pas comme il l'espérait. Sylvia est attaquée et violée par Monsieur Artwig, le forgeron qui à engagé Albert. Ce dernier, pour protéger Sylvia, décide de partir avec elle loin de Waltnut Grove pour échapper à Mr Artwig. Malheureusement il la retrouve, et en tentant de lui échapper, chute d'une échelle. Elle meurt finalement des suites d une Hémopathie qu'elle aurait attrapé à la suite de sa violente chute.

## Épisode 20:Les Noces
Laura est enceinte et Caroline croit l'être, mais le docteur Baker lui apprend qu'il s'agit de sa ménopause. Désespérée, dans un premier temps elle tait la vérité à Charles, puis sous la pression du Dr Baker elle finit par lui dire qu'elle a perdu le bébé. Mais le Dr Baker lui dit la vérité. D'abord triste, il décide finalement de profiter du mariage d'un des fils d'un ami d'enfance pour retourner avec sa femme dans le village où elle a passé son enfance, pour l'épouser une seconde fois.

## Épisode 21:La Dernière Chance -1repartie
Lors d'un trajet avec Charles Ingalls et Albert, le couple Cooper trouve la mort lors d'un accident de chariot. Charles se sent obligé de trouver un bon foyer à leurs deux enfants James et Cassandra, mais il est contraint de les envoyer à l'orphelinat de Minneapolis. Mais quand Albert lui dit ce qui se passe dans les orphelinats, Charles revient sur ses pas.

## Épisode 22:La Dernière Chance -2epartie
James et Cassandra Cooper reprennent goût à la vie chez les Ingalls, mais un couple se présente pour les adopter.